# Charles Marie Raymond d'Arenberg
Charles Marie Raymond d'Arenberg (né le 1er avril 1721 au château d'Enghien, Hainaut, et mort le 17 août 1778 au château d'Enghien), 5e duc d'Arenberg, 11e duc d'Arschot, grand d'Espagne, chevalier de l'ordre de la Toison d'or et grand'croix de l’ordre militaire de Marie-Thérèse, est un maréchal des Pays-Bas autrichiens, au service du Saint-Empire.

## Biographie
Fils aîné de Léopold-Philippe, duc d'Arenberg, Charles-Marie-Raymond se forma au métier des armes par les leçons et l’exemple de son père : il fit sous ses ordres la campagne de 1743 (guerre de Succession d'Autriche) sur le Rhin comme lieutenant-colonel du régiment d'Arberg-infanterie.

### Guerre de Succession d'Autriche
Après la bataille de Dettingen, où il se montra digne du nom qu’il portait, Marie-Thérèse le nomma colonel du 2e régiment wallon qui venait d’être créé et auquel il donna son nom ; il prit part, à la tête de ce corps, aux campagnes de 1744 dans les Pays-Bas et de 1745 en Allemagne.
Le 28 septembre 1746, l’impératrice le promut au grade de général-major de ses armées ; au mois d’octobre de l’année précédente, il avait cédé le commandement du 2e régiment wallon au prince de Stolberg, pour prendre celui du régiment de Baden-Baden.
Il fut l’un des généraux qui, lors du siège de Maestricht par les Français, en 1748, reçurent l’ordre de s’enfermer dans cette place.
La paix ayant été conclue à Aix-la-Chapelle cette même-année, l’impératrice le désigna pour servir aux Pays-Bas.

### Grand bailli de Hainaut
Dès l’année 1740 (15 décembre), il avait obtenu la commission de grand bailli adjoint de Hainaut avec future succession ; ce fut en cette qualité qu’il représenta la reine de Hongrie et de Bohême dans son inauguration à Mons, le 4 mai 1744.
En 1749, la charge de lieutenant et capitaine général de la province de Hainaut et gouverneur de Mons étant devenue vacante par la démission du duc son père, Marie-Thérèse la lui conféra (16 mai).
La guerre terminée par la paix d’Aix-la-Chapelle avait fait reconnaître à la cour de Vienne la nécessité de prendre de nouveaux arrangements avec les puissances maritimes pour la sûreté des Pays-Bas ; dans cette vue, elle crut devoir demander aux États de ces provinces un subside extraordinaire et annuel de 1 400 000 florins. Le prince Charles-Marie-Raymond d’Arenberg fut choisi pour faire cette demande, au nom de l’Impératrice, aux États de Hainaut et de Luxembourg : c’était en 1753. La même année, le duc Charles-Alexandre de Lorraine le chargea de se rendre dans le Franc-de-Bruges, pour visiter les environs de L'Écluse et proposer les moyens de faciliter l’écoulement des eaux qui inondaient souvent les terres des wateringues de ce quartier. Il s’acquitta avec succès de ces différentes commissions.
Lorsqu’en 1754, il avait pris possession du grand bailliage de Hainaut, l'Impératrice lui avait continué la faveur, qu’elle avait accordée à son père, de pouvoir nommer le magistrat de Mons.

### Guerre de Sept Ans
Nommé la même année (17 mars), colonel propriétaire du régiment de Schulenburg-infanterie, et, l’année suivante, lieutenant feld-maréchal (16 janvier), Charles-Marie-Raymond d’Arenberg quitta Bruxelles au mois de septembre 1756, pour se rendre à l’armée impériale en Bohême. La guerre de Sept Ans venait de commencer.
Le 27 février 1757, il eut l’honneur d’être décoré de l'ordre de la Toison d'or par l’empereur François Ier en même temps que le feld-maréchal Browne, et tous deux en reçurent les insignes, à Vienne, le 6 mars, des mains de ce monarque.

#### Campagne de 1757
Quelques jours après, le maréchal et lui repartirent pour l’armée. D’Arenberg assista à la sanglante bataille de Prague (6 mai) ; il avait, le 28 avril, amené au général Browne, à Tuschkau (« Touškov (de) »), une vingtaine de milliers d'hommes, malgré les Prussiens, qui avaient essayé de le couper près de « Schlan » (Slaný).
Lorsque la victoire de Kollin eut rétabli les affaires de l’Autriche, le feld-maréchal comte de Daun résolut de faire attaquer le poste important de Gabel que défendait le général Puttkamer, et ce fut sur les généraux d’Arenberg et de Macquire qu’il jeta les yeux pour cette entreprise. Ils l’exécutèrent brillamment : en dépit d’une vigoureuse résistance, la garnison se vit réduite à se rendre prisonnière de guerre.
D’Arenberg contribua, par sa bravoure, par sa décision, par l’ardeur qu’il inspirait à ses soldats, à la défaite du général prussien de Winterfeldt près de Görlitz (bataille de Moys), le 7 septembre : dans cette action, il était à la tête de toute l’infanterie, le comte Rudolph Joseph von Colloredo (de)-Waldsee, qui la commandait, ayant fait une chute de cheval pendant qu’on marchait à l’ennemi.
À l’entrée de l’armée autrichienne en Silésie, la réserve fut placée sous ses ordres, et il alla, avec le général Franz Leopold von Nádasdy (Ferenc III Nádasdy ou Nádasdy Ferenc en magyar), faire le siège de « Schweidnitz » (Świdnica) : là encore il donna des preuves d’intrépidité et de talents militaires qui ajoutèrent à l’estime dont il jouissait dans l’armée.
Schweidnitz prise, les deux généraux allèrent rejoindre le prince Charles-Alexandre de Lorraine : ce furent eux qui commencèrent l’attaque à la bataille que ce prince livra, près de Breslau, au prince de Bevern, et dans laquelle les Prussiens furent mis en déroute (22 novembre). Mais la victoire que Frédéric II le Grand remporta en personne sur l’armée autrichienne, à Leuthen (5 décembre), fit perdre à la cour impériale le fruit de ces succès.

#### Campagne de 1758
Dans la campagne de 1758, où il commanda tantôt l’avant-garde et tantôt la réserve, le duc d’Arenberg, que Marie-Thérèse venait d’élever au grade de « Feldzeugmeister », se signala en plusieurs occasions, nommément le 6 octobre, lorsque, ayant opéré sa jonction avec le général Laudon en Lusace, ils défirent un corps prussien assez considérable.
Mais il se fit surtout honneur à la bataille de Hochkirch (14 octobre), l’une des plus glorieuses pour les armes autrichiennes de toutes celles qui furent livrées pendant la guerre de Sept Ans. Il avait le commandement de l’aile droite de l’armée impériale : le comte de Daun lui donna l’ordre d’attaquer l’aile gauche des ennemis et de se rendre maître des redoutes qui la couvraient ; il l’aborda avec une telle résolution que, malgré une défense opiniâtre, il obligea les Prussiens de reculer : son infanterie enfonçait leurs rangs le sabre à la main ou la baïonnette au bout du fusil. Après qu’il se fut emparé des redoutes, il força et franchit les défilés qu’il lui avait été prescrit de passer. La bataille, commencée à cinq heures, était terminée à neuf : la victoire était complète. Dans son rapport à l’Impératrice, le comte de Daun mentionna spécialement les excellentes dispositions que le duc d’Arenberg avait prises.
À l’issue de cette campagne, le duc reçut la plus belle récompense qu’il pût ambitionner : le chapitre de l’ordre de Marie-Thérèse, réuni, les 19 et 20 novembre, au quartier général de l’armée impériale, sous la présidence du comte de Daun, l’élut grand'croix de cet ordre, réservé au mérite et aux services militaires, et l’Empereur l’autorisa à en porter les insignes avec ceux de la Toison d’or.

#### Campagnes de 1759 et 1760
Les deux campagnes suivantes le virent encore figurer parmi les chefs de l’armée autrichienne ; mais il n’y fut pas aussi heureux : le 29 octobre 1759, il essuya un échec. Le maréchal Daun, voulant couper à l’armée du roi de Prusse la communication de Wittenberg, lui avait ordonné de marcher à Kemberg (Saxe-Anhalt) ; il avait avec lui 16 000 à 17 000 hommes. Arrivé sur les hauteurs de Schmölling, il trouva les ennemis rangés en bataille dans la plaine : c’étaient les corps des généraux de Rebentisch et Johann Jakob von Wunsch, qui lui étaient supérieurs en nombre. Dans le même temps, le prince Henri de Prusse occupait Pretzsch. Se trouvant par là entre deux feux, il prit le parti de se retirer vers Düben, et, dans ce mouvement, une de ses colonnes fut atteinte par les Prussiens, aux mains desquels elle laissa 1 200 prisonniers. Les rapports officiels constatèrent toutefois qu’il avait fait tout ce que la prudence pouvait suggérer pour opérer sa retraite avec le moins de désavantage possible.
À la terrible bataille de Torgau (3 novembre 1760), qui commença si bien et finit si mal pour l’armée autrichienne, il déploya une bravoure héroïque et prit des dispositions au-dessus de tout éloge : ce sont les propres termes de la relation qui fut publiée à Vienne. Dans cette sanglante affaire, il dut la vie à sa Toison d'or : une balle le frappa à la poitrine ; elle lui aurait passé au travers du corps, si sa Toison d’or, qui pendait de ce côté, n’eût fait bouclier à la côte. La meurtrissure qu’il reçut fut cependant assez grave pour l’obliger à quitter l’armée.
Soit qu’il ne se fût pas entièrement rétabli de sa blessure, soit pour toute autre raison, il ne fut pas employé dans la campagne de 1761 : du moins, son nom n'apparait pas entre ceux des généraux dont parlent les gazettes du temps comme y ayant pris part. En 1762, les hostilités en Allemagne se ralentirent, et des négociations de paix furent entamées entre les parties belligérantes ; ces négociations aboutirent aux préliminaires de Fontainebleau d’abord (5 novembre 1762), et ensuite aux traités de Paris et de Hubertsbourg (10 et 15 février 1763), lesquels furent suivis de longues années de paix.
Le duc d’Arenberg ne parut donc plus sur les champs de bataille. Marie-Thérèse, appréciant les services qu’il lui avait rendus, le revêtit des deux plus hautes dignités qu’il y eût dans l’ordre civil et dans l’ordre militaire de son Empire : celles de « conseiller d'État intime actuel » (10 janvier 1765) et de feld-maréchal (10 février 1766).
Charles-Marie-Raymond d’Arenberg mourut en son château d’Enghien, le 17 août 1778, des suites de la petite vérole ; il n’avait que cinquante-sept ans. Marie-Thérèse, qui perdait en lui un serviteur dont le dévouement et le zèle étaient à toute épreuve, le regretta extrêmement.

## Emplois

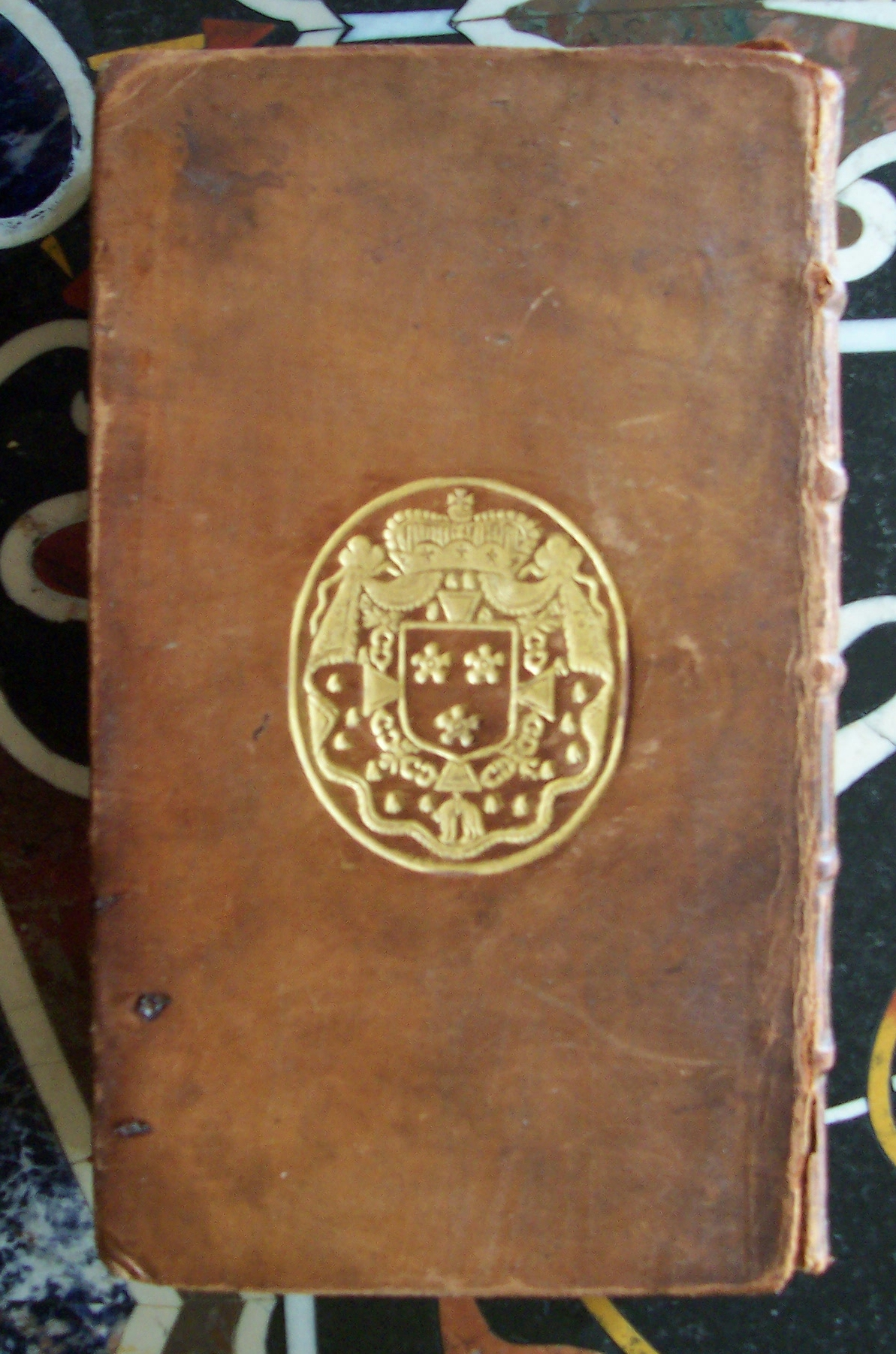
Sur un livre de 1756, armes de Charles-Marie-Raymond, 5e duc d’Arenberg.

- Lieutenant-colonel du régiment d'Arberg-Infanterie (campagne de 1743 (guerre de Succession d'Autriche) sur le Rhin) ;
- Colonel du 2e régiment wallon (1743) ;
- Grand bailli adjoint de Hainaut (avec future succession) (15 décembre 1740) ;
- Commandant du régiment de Baden-Baden (octobre 1745) ;
- Général-major (28 septembre 1746) ;
- Lieutenant et capitaine général de Hainaut et gouverneur de Mons (16 mai 1749 : la charge étant devenue vacante par la démission du duc son père, Marie-Thérèse la lui conféra) ;
- Grand bailli de Hainaut (1754) ;
- Colonel propriétaire du régiment de Schulenburg-infanterie (17 mars 1754) ;
- Lieutenant feld-maréchal (16 janvier 1755) ;
- Commandant de la réserve de l'armée autrichienne en Silésie (1757) ;
- « Feldzeugmeister » (1758) ;
- Commandant tantôt l’avant-garde et tantôt la réserve (campagne de 1758) ;
- Commandant de l’aile droite de l’armée impériale (1758) ;
- « Conseiller d'État intime actuel » (10 janvier 1765) ;
- Feld-maréchal (10 février 1766).

## Titres
- 5e duc d'Arenberg et du Saint-Empire ;
- 11e duc d'Aerschot ;
- duc de Croÿ ;
- comte de Seneghem ;
- baron de Sevenbergen.

### Fonctions héréditaires
- Grand d'Espagne de 1re classe (fonction attachée au titre de duc d'Aerschot).

## Décorations
- Chevalier de l'ordre autrichien de la Toison d'or (27 février 1757, il en reçut les insignes le 6 mars, à Vienne) ;
- Grand'croix de l’ordre militaire de Marie-Thérèse (chapitre des 19 et 20 novembre 1758, au quartier général de l’armée impériale, sous la présidence du comte de Daun).

## Vie familiale

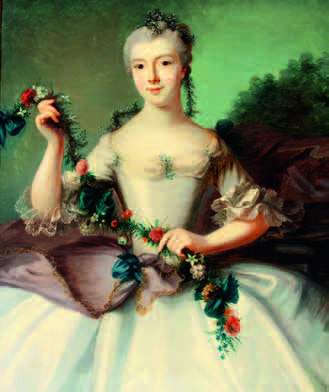
Flore (1752-1832), princesse d'Arenberg.

Charles Marie Raymond était le fils aîné de Léopold-Philippe d'Arenberg (14 octobre 1690 - Bruxelles † 4 mars 1754 - château d'Heverlee (nom local du château d'Arenberg), 4e duc d'Arenberg, 10e duc d'Arschot, et de Marie Françoise Caroline Philippine Pignatelli (4 juin 1696 - Bruxelles † 3 mai 1766 - Bruxelles), princesse de Bisaccia, fille de fille de Niccolò Pignatelli (1658 † septembre 1719 - Paris), duc de Bisaccia, duc de Monteleón, vice-roi de Sardaigne (1687-1690), général d'artillerie de S.M.C. aux Pays-Bas (en 1704) et colonel d'un régiment de fusilliers, et de son épouse, Marie Claire Angéline d'Egmont (1661-1714), fille du prince de Gavre.
Il épouse (par contrat, avec procuration, du 10 juin 1748, Paris), le 18 juin 1748, Louise-Marguerite de La Mark (18 août 1730 - Paris † 10 août 1820 - Heverlee), comtesse de La Marck et de Schleiden, baronne de Lummen, de Seraing-le-Château et de Saffenburg (de), dame de Bienassis, fille unique et seule héritière de Louis-Engelbert (bg), dernier comte de La Marck dernier descendant mâle de cette famille et de  Marie-Anne-Hyacinthe de Visdelou de Bienassis. Dont huit enfants :
1. Louis-Engelbert d'Arenberg (3 août 1750 - Bruxelles † 7 mars 1820 - Bruxelles), 6e duc d'Arenberg, duc d'Aerschot, duc de Meppen, prince de Recklinghausen, comte d'Arenberg et de l'Empire (1808), marié le 19 janvier 1773, (contrat de mariage du 17 janvier 1773), avec Pauline-Louise de Brancas (23 novembre 1755 † 10 août 1812 - Paris), fille de Louis-Léon de Brancas (3 juillet 1733 - Versailles † 9 octobre 1824 - Paris), 3e duc de Lauraguais (1755), 6e duc de Villars, dont postérité ;
2. Maria Franziska Caroline Léopoldine Josepha d'Arenberg (13 juillet 1751 † 26 août 1812), princesse d'Arenberg, mariée le 12 octobre 1766 avec Joseph-Niklas zu Windisch-Graetz (de) (6 décembre 1744 - Vienne † 24 janvier 1802 - Stiekna), comte de Windisch-Graetz, dont postérité ;
3. Flore (1752-1832), princesse d'Arenberg.Marie Flore d'Arenberg (25 juin 1752 - Bruxelles † 15 avril 1832 - Bruxelles), princesse d'Arenberg, mariée, le 18 avril 1771 au château d'Heverlee, avec Wolfgang-Guillaume d'Ursel (28 avril 1750 - Bruxelles † 17 mai 1804 - Bruxelles), 3e duc d'Ursel (1775), duc d'Hobocque, « prince d'Arches et de Charleville », comte du Saint-Empire, dont postérité ;
4. Auguste Marie Raymond d'Arenberg (30 août 1753 - Bruxelles † 26 septembre 1833 - Bruxelles), prince d'Arenberg, seigneur de Lummen, de Raismes (1784-1789), grand d'Espagne de 1re classe, plus connu sous le nom de Comte de La Marck, Lieutenant-général, diplomate, député aux États généraux de 1789, marié, le 23 novembre 1774 au château de Raismes, près de Valenciennes, avec Marie-Françoise Le Danois (3 septembre 1757 - Raismes † 18 septembre 1810), fille de François Joseph Le Danois, marquis de Joffreville (13 septembre 1731 - Nouvion-Porcien † 1759) et filleule de François Marie Le Danois, marquise de Cernay, baronne de Bousies, dame de Raismes, héritière des biens susdits. De cette union, il n'aura qu'un fils, dernier mâle de sa branche : 
  1. Ernst Engelbert Louis Marie d'Arenberg (25 mai 1777 † 20 novembre 1857), prince d'Arenberg, marié, le 26 septembre 1842 avec la princesse Sophie d'Auersperg (8 janvier 1811 † 15 février 1901). Dont une fille :
    1. Eléonore d'Arenberg (19 février 1845 - Vienne † 28 novembre 1919 - Montreux), mariée, le 27 mai 1868, avec son cousin (petit-fils de Louis-Engelbert d'Arenberg), le duc Engelbert-Auguste d'Arenberg, dont postérité ;
5. Marie-Louise d'Arenberg (29 janvier 1754 (ou 1764) - Bruxelles † 1er mars 1838 - Vienne, inhumée à l'abbaye de Tegernsee), princesse d'Arenberg, mariée, le 21 septembre 1781 à Heverlee, avec Ludwig von Starhemberg (de) (12 mars 1761 - Paris † 2 septembre 1833 - Dürnstein), 2e prince de Starhemberg (de), dont postérité ;
6. Charles Joseph d'Arenberg (18 avril 1755 † 28 mai 1775) ;

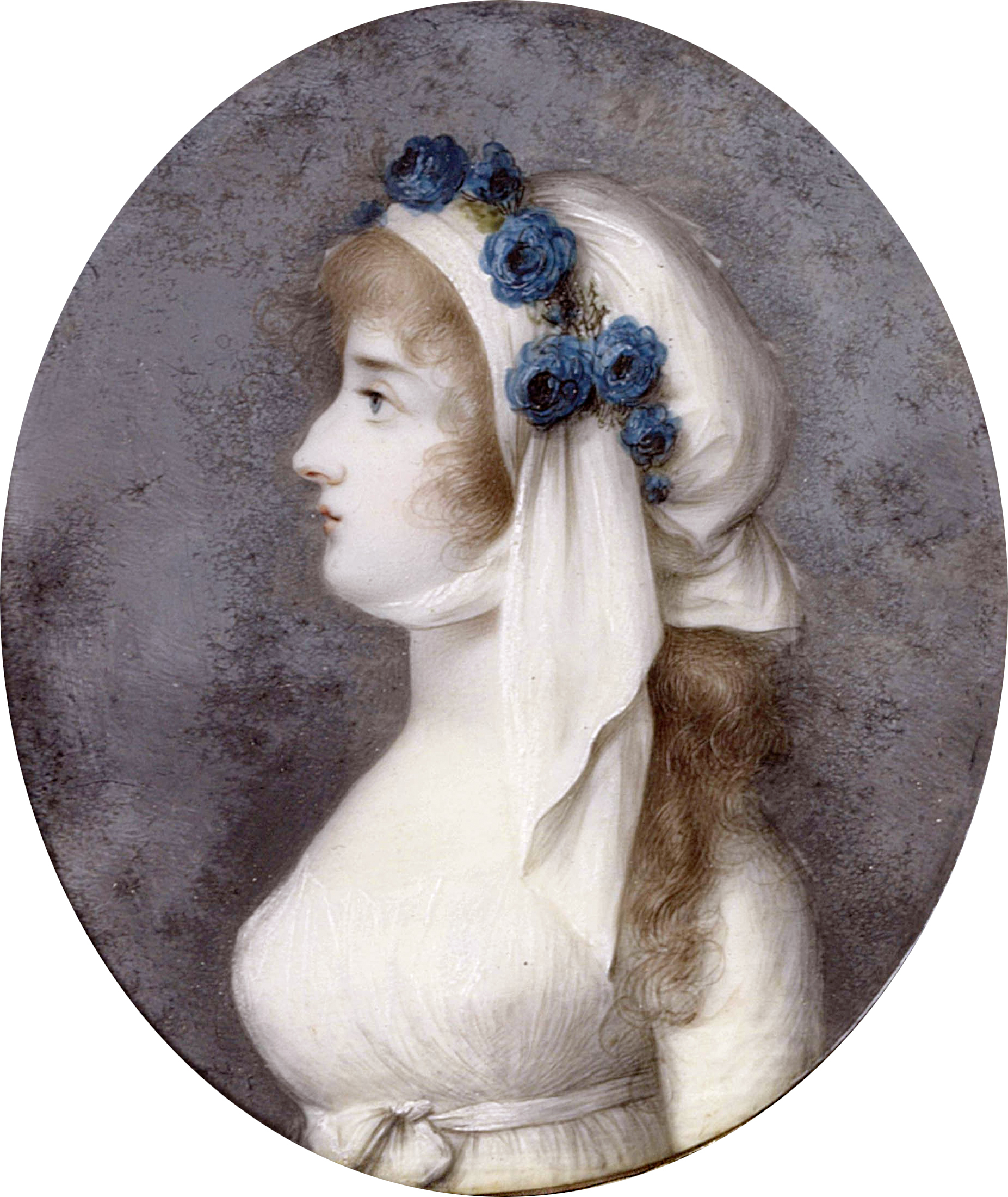
Elizaveta Borissovna Shakhovskaya

7. Elizaveta Borissovna ShakhovskayaLouis Marie Eugène d'Arenberg (19 février 1757 - Bruxelles † 30 mars 1795 - Rome), prince d'Arenberg, colonel d'infanterie allemande, marié, le 30 juin 1788 à Paris, avec Marie de Mailly-Nesle-Rubempré[3] (1766 - Paris † 24 décembre 1789 - Paris, paroisse de La Madeleine), dame d'Ivry-sur-Seine, fille de Louis Joseph de Mailly-Nesle, marquis de Nesle, et  de Adélaïde Julie de Hautefort. Elle était la petite fille d'Emmanuel Dieudonné de Hautefort. Dont une fille : 
  1. Amélie Louise Julie d'Arenberg (10 avril 1789 - Paris, paroisse de La Madeleine † 4 avril 1823 - Bamberg : « Schloss Banz » ou paroisse Saint-Georges), princesse d'Arenberg, mariée le 26 mai 1807 à Bruxelles, avec Pie Auguste de Wittelsbach (1er août 1786 - Landhust † 3 août 1837 - Bayreuth), duc en Bavière, comte palatin de Birkenfeld[4], lieutenant-général dans l'armée bavaroise, dont postérité (cf. le duc en Bavière Max, père de Sissi et grand-père de la reine Elisabeth de Belgique)…

Veuf, il se remaria le 13 février 1792 à Paris, avec Elisaveta Borisovna Shakhovskaya (29 novembre 1773 - Moscou † 27 octobre 1796 - Moscou) dont il eut aussi une fille :
1. 1. Catherine (1er décembre 1792 † 1er août 1794) ;

D'une relation extraconjugale avec Madeleine d'Amerval, il eut un fils :
1. 1. un fils bâtard.